# Козырев-Даль, Фёдор Фёдорович
Фёдор Фёдорович Козырев-Даль — советский хозяйственный, государственный и политический деятель.

## Биография
Родился в 1936 году в Москве. Член КПСС.
С 1960 года — на хозяйственной, общественной и политической работе. В 1960—2000 гг. — комсомольский и партийный работник в городе Москве, 1-й секретарь Краснопресненского райкома КПСС города Москвы, 1-й заместитель председателя Московского городского исполнительного комитета, заместитель начальника Академии МВД СССР, генеральный директор АОЗТ ВИКК.
Делегат XXVI и XXVII съездов КПСС.
Жил в Москве.